# Skiweltbahn
De Skiweltbahn is een kabelbaan gebouwd door Doppelmayr in 2008 voor de Skiwelt in Brixen im Thale. De kabelbaan verbindt de skigebieden HochBrixen bij de Filzalmsee met het skigebied van Westendorf op de Choralpe/Fleiding/Gampenkogel. Vanaf Westendorf kan men weer naar Kirchberg skiën. Met de Gondelbahn Hochbrixen kan men in Hochbrixen komen, waar men verder kan skiën naar onder andere Ellmau, Scheffau, Hopfgarten en Söll.

## Prestaties

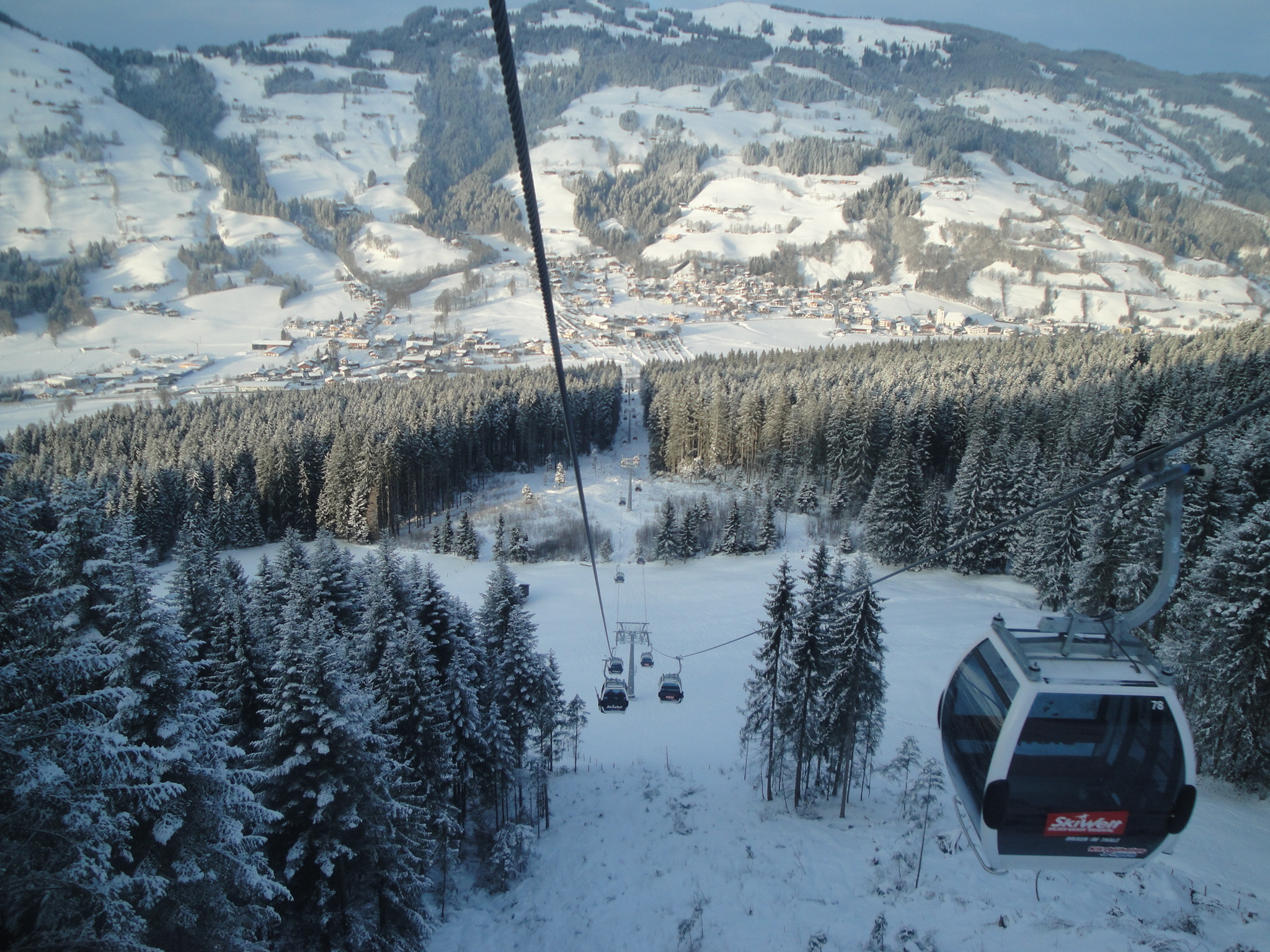
Uitzicht van ongeveer halverwege de baan op het Brixental

De kabelbaan heeft de beschikking over 96 cabines van het type CWA Omega IV-8 LWI, zonder stoelverwarming. De kabel draait met een snelheid van 6 meter per seconde over de baan. Hiermee duurt een ritje 12 minuten, maar er hoeft vanaf 2008 niet meer met een shuttlebus van Brixen naar Westendorf gereden te worden. De kabelbaan gaat eerst een stuk door het dal en vervolgens over het spoor en de weg buiten Brixen im Thale om vervolgens te beginnen aan de helling. De kabelbaan heeft een capaciteit van 2200 personen per uur.

## Modelversie van Skiweltbahn

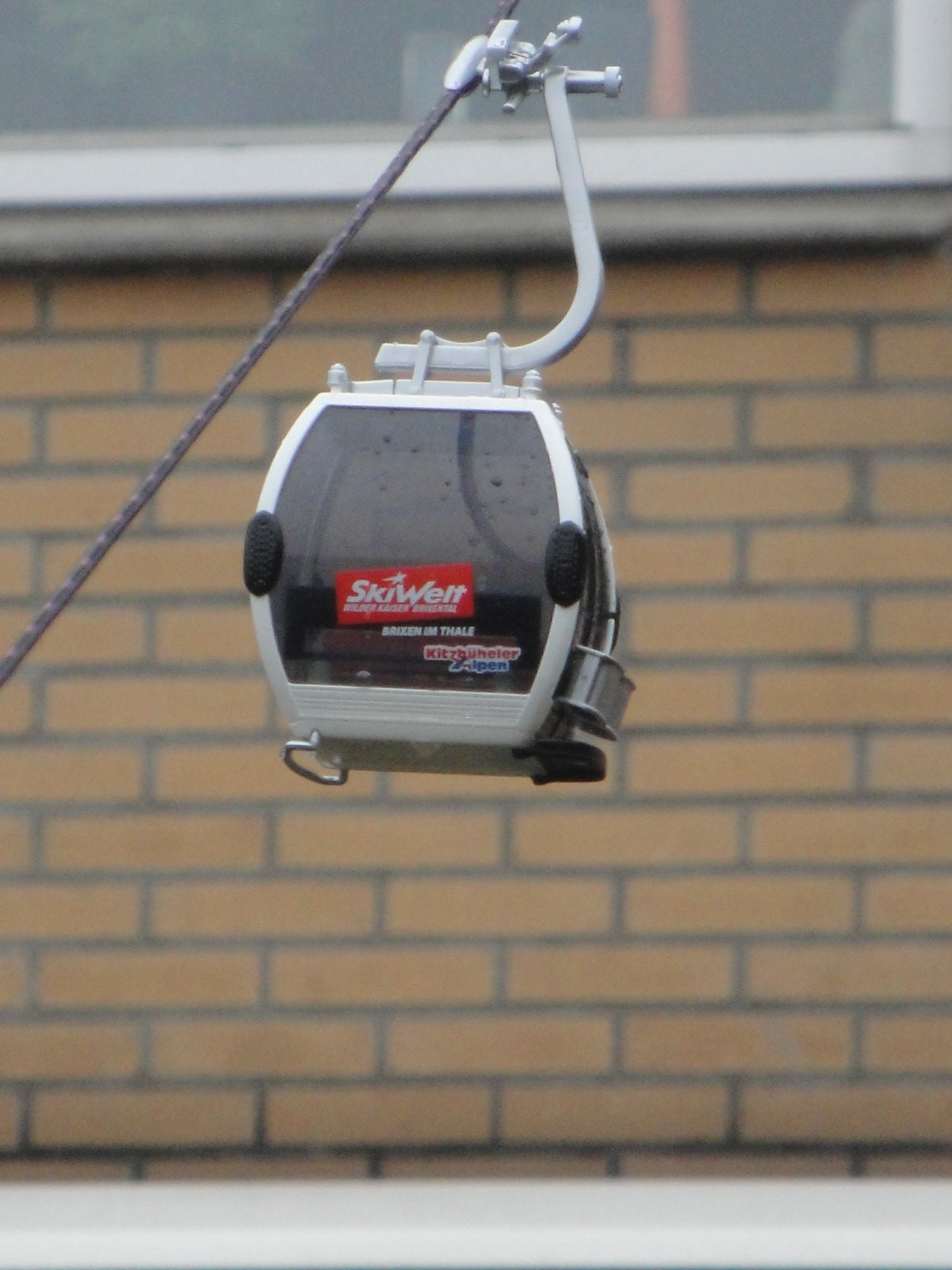
Skiweltbahn Miniatuur

Sinds december 2010 is er ook een miniatuurgondel op schaal te koop van de Skiweltbahn, die op een " Jägerndorfer Gondelbahn" past. Hieronder rechts bevindt zich een foto van de miniatuurgondel.